# Mattsarve skog naturreservat
Mattsarve skog naturreservat är ett naturreservat i Region Gotland på Gotland.
Området är naturskyddat sedan 2024 och är 21 hektar stort. Reservatet består av äldre, talldominerad barrskog med ett stort inslag av enbuskar. 